# Кристијан Вијери
Кристијан Вијери (итал. Christian Vieri; Болоња, 12. јул 1973) је бивши италијански фудбалер.
Један је од ретких фудбалера који је наступао за три највећа и најтрофејнија италијанска клуба Јувентус, Интер и Милан.

## Клупска каријера
Вијери је и један од најбољих стрелаца Серије А свих времена са 164 постигнута поготка, а у сезони 1997/98. био је и најбољи стрелац шпанске Примере са 24 постигнута гола у исто толико одиграних мечева (наступајући за мадридски Атлетико). За Италију је наступао у периоду од 1997. до 2005. За то време је у 49 наступа постигао 23 гола.
Висок 187 cm, робусне грађе, стамен и чврст у дуелима, Вијери је прави представник класичног центарфора кога одликују прецизан и изузетно снажан шут, подједнако добар и левом и десном ногом, затим добар скок и игра главом, те одлична дуел игра. Важио за једног од најбољих нападача свог времена и једног од најбољих стрелаца уопште са преко 200 постигнутих голова.

## Клупски успеси

### Торино
- Куп УЕФА : финале 1991/92.

### Јувентус
- Првенство Италије (1) : 1996/97.
- Интерконтинентални куп (1) : 1996.
- Суперкуп Европе (1) : 1996.
- Лига шампиона : финале 1996/97.

### Лацио
- Суперкуп Италије (1) : 1998.
- Куп победника купова (1) : 1998/99.

### Интер
- Куп Италије (1) : 2004/05.